# Харолд Александър
Харолд Рупърт Леофрик Джордж Александър (на английски: Harold Rupert Leofric George Alexander) е британски и канадски политик, британски офицер (фелдмаршал), служил през Първата и Втората световна война, британски министър на отбраната, канадски генерал-губернатор.

## Ранен живот
Харолд Александър е роден на 10 декември 1891 г. в Лондон, Англия. Той е син на четвъртия лорд Каледон. Учи в Хароу и Кралската военна академия Сандхърст.

## Ранна кариера
След дипломирането си се присъединява към ирландския гвардейски полк като втори лейтенант. Служи по време на Първата световна война в това подразделение и през 1917 г. става командир на 2-ри батальон. През 1918 г. е временен командир на 4-та гвардейска бригада. След войната, през 1919 г., командва балтийския ландсвер. След това назначение отново се връща в своя полк като командир на 1-ви батальон. През 1932 г. е изпратен в Индия, където поема командването на бригада Nowshera. През 1938 г. е издигнат в чин генерал-майор и поема командването на 1-ва дивизия.

## Втора световна война
През 1940 г. заедно с 1-ва дивизия заминава за Франция, като част от Британския експедиционен корпус. Поема командването на 1-ви корпус, защитаващ периметъра край Дюнкерк. През декември същата година е издигнат в чин генерал-лейтенант и получава поста главнокомандващ на южните войски. През 1942 г. поема командването на войските в Бирманската операция, но не успява да попречи на превземането на Британска Бирма от японските войски. През юли 1942 г. поема командването на 1-ва армия. Скоро след това заема поста на Клод Окинлек като главнокомандващ на войските в Близкия изток. След успешното изтласкване на силите на Оста до Тунис получава командването на 18-а група армии. Същевременно е назначен за заместник-командир на съюзническите войски в Средиземноморието.
Преди съюзническото настъпление в Сицилия поема британската 15-а група армии. През ноември 1944 г. е назначен за командир на съюзническите войски в Средиземноморието и е издигнат в чин фелдмаршал.

## След войната
През ноември 1945 г. се отказва от военното дело. Получава титлата виконт Александър от Тунис. В продължение на 6 години заема длъжността генерал-губернатор на Канада.
След това получава титлата граф и заема поста министър на отбраната в последното правителство на Уинстън Чърчил. Напуска политиката през октомври 1954 г. Умира на 16 юни 1969 г.